# Wolfsmanagement

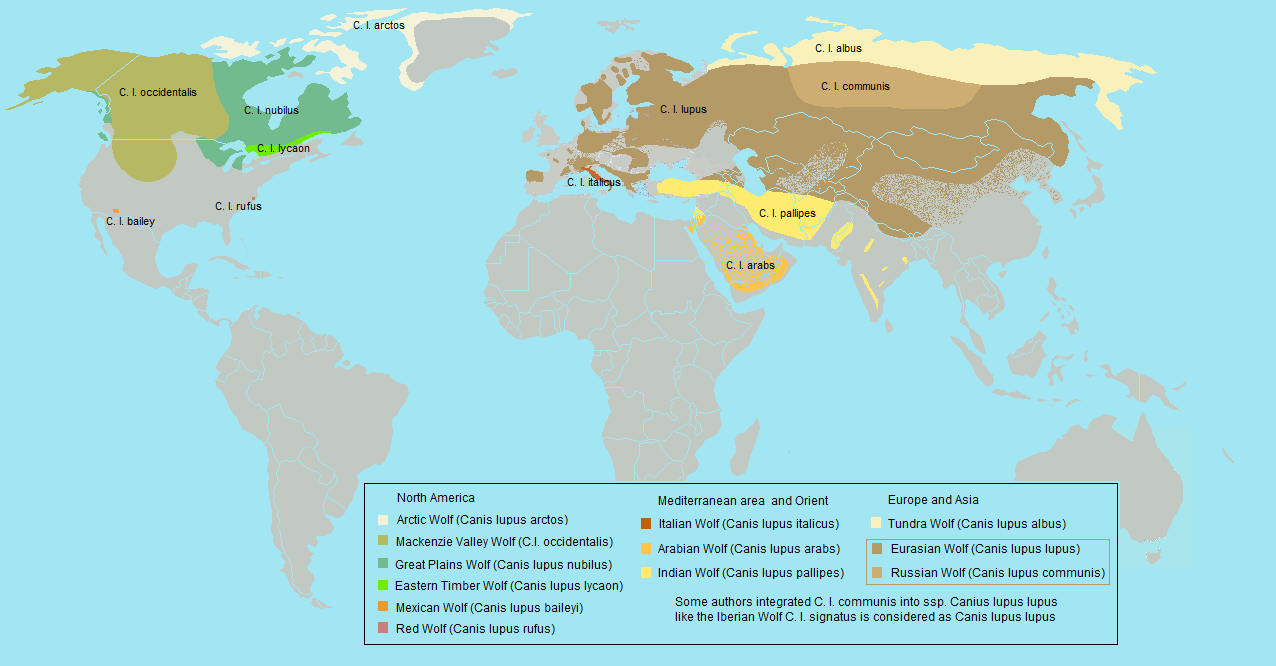

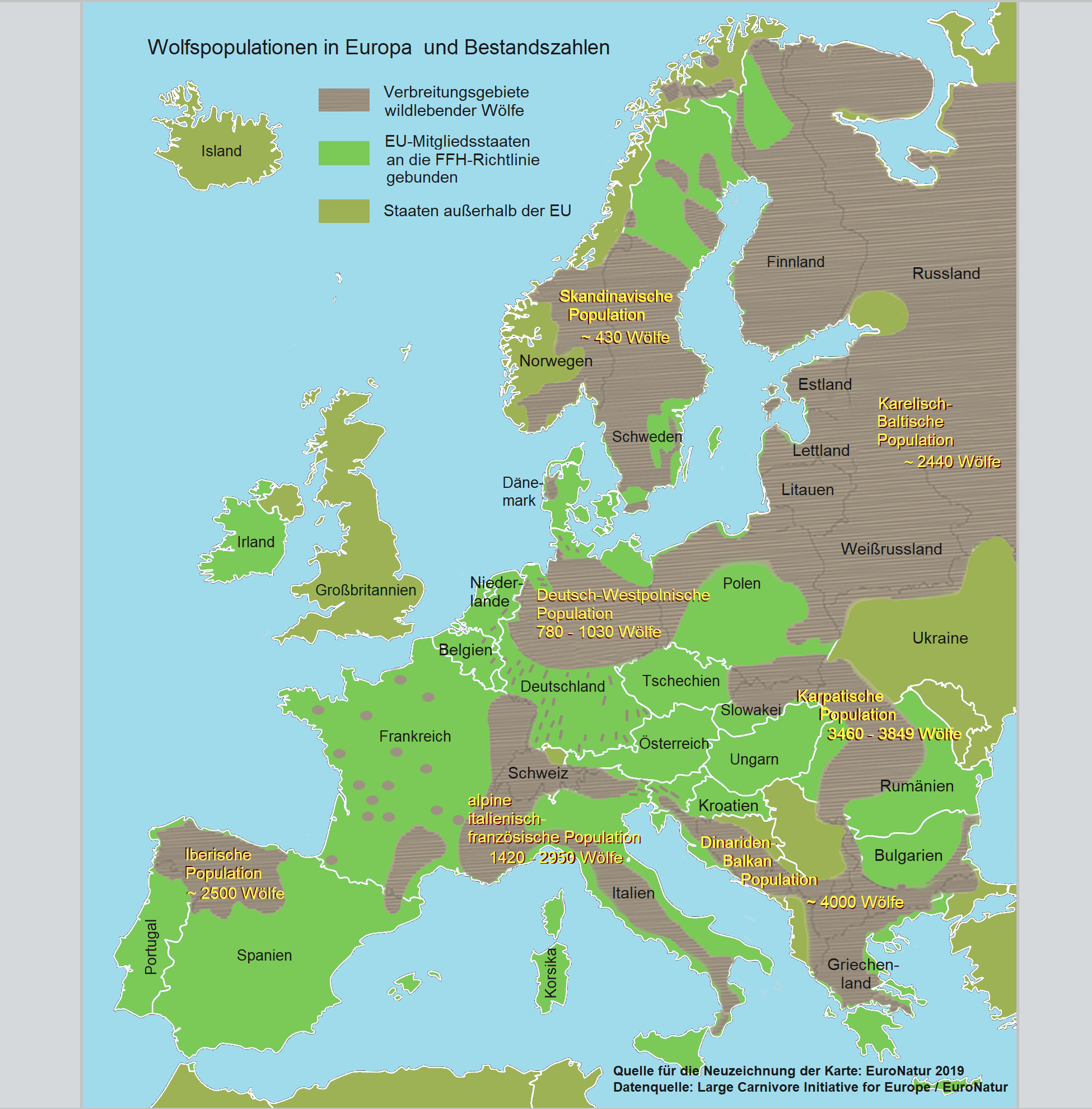
Wolfspopulationen in Europa und geschätzte Bestandszahlen (nach unvollständigen Monitoringdaten)

Das Wolfsmanagement ist ein Teil des Wildtiermanagements. Die Wolfsmanagementpläne für die Wiederansiedlung und den Schutz der Wölfe in Nordamerika und Europa stammen von den wissenschaftlichen Arbeitsgruppen um Luigi Boitani und L. David Mech. Boitani, Präsident der Initiative für Großraubtiere in Europa (LCIE), und sein Team haben für die Abteilung Großraubtiere der Europäischen Kommission maßgebliche beratende Funktion. Boitanis Konzept des Wolfsmanagements wurde weitgehend übernommen und in den Wolfsmanagementplänen der einzelnen Staaten, Bundesstaaten und Bundesländer in ihren Kernaussagen wiedergegeben, in den Staaten der Europäischen Union entsprechend den Vorgaben der FFH-Richtlinie, in den Staaten außerhalb der EU, die ebenfalls der Berner Konvention beigetreten sind, gelten die Empfehlungen des Ständigen Ausschusses der Berner Konvention. Aus dem unterschiedlichen Schutzstatus des Wolfs in den verschiedenen europäischen Ländern ergeben sich verschiedene Formen des Managements.
Seit 1992 begann die Entstehung des Europäischen Wolf Netzwerks (European Wolf Network), eines Organisationskomitees als Untergruppe der IUCN Wolf Specialist Group.

„Für Deutschland ist ein pragmatischer Ansatz zu empfehlen, der eine Schadensminimierung verfolgt. Das heißt, Wölfe können sich entsprechend ihren eigenen Habitatansprüchen ausbreiten und werden überall dort toleriert, wo das Ausmaß der wolfsverursachten Schäden und Konflikte mit vertretbarem Aufwand gering gehalten werden kann. Dies ist der in den meisten europäischen Wolfsländern begangene Weg.“

Im Wolfsmanagement werden die Unterarten der Spezies Canis lupus berücksichtigt, von denen einige selten also gefährdet sind, während andere aus stabilen oder wachsenden nicht gefährdeten Populationen bestehen (siehe günstiger Erhaltungszustand).

## Aufgabenbereiche
Bestandteile des Wolfsmanagements sind das Wolfsmonitoring, aktive Maßnahmen zur Erhaltung und Regeneration gesunder Wolfspopulationen, Empfehlungen und Vorschriften für den Herdenschutz sowie für Schutzmaßnahmen für Haustiere in Freilandhaltung/Offenstallhaltung und nicht in Herden lebende Haustiere wie Hunde, Hauskatzen, Kleintiere in Vorgärten, außerdem Verhaltensempfehlungen für Menschen, die sich in der Natur aufhalten, der Umgang mit Schäden durch Wolfsangriffe auf Haustiere, Erstellung von Schadensstatistiken, die Regelung von Ausgleichszahlungen und ggf. aus Gründen des Artenschutzes notwendige die Entnahme von Wolf-Haushund-Hybriden aus der freien Wildbahn. Ein Aspekt der Biodiversität als Naturschutzziel ist die Erhaltung gefährdeter Nutztierrassen unter den Huftieren.

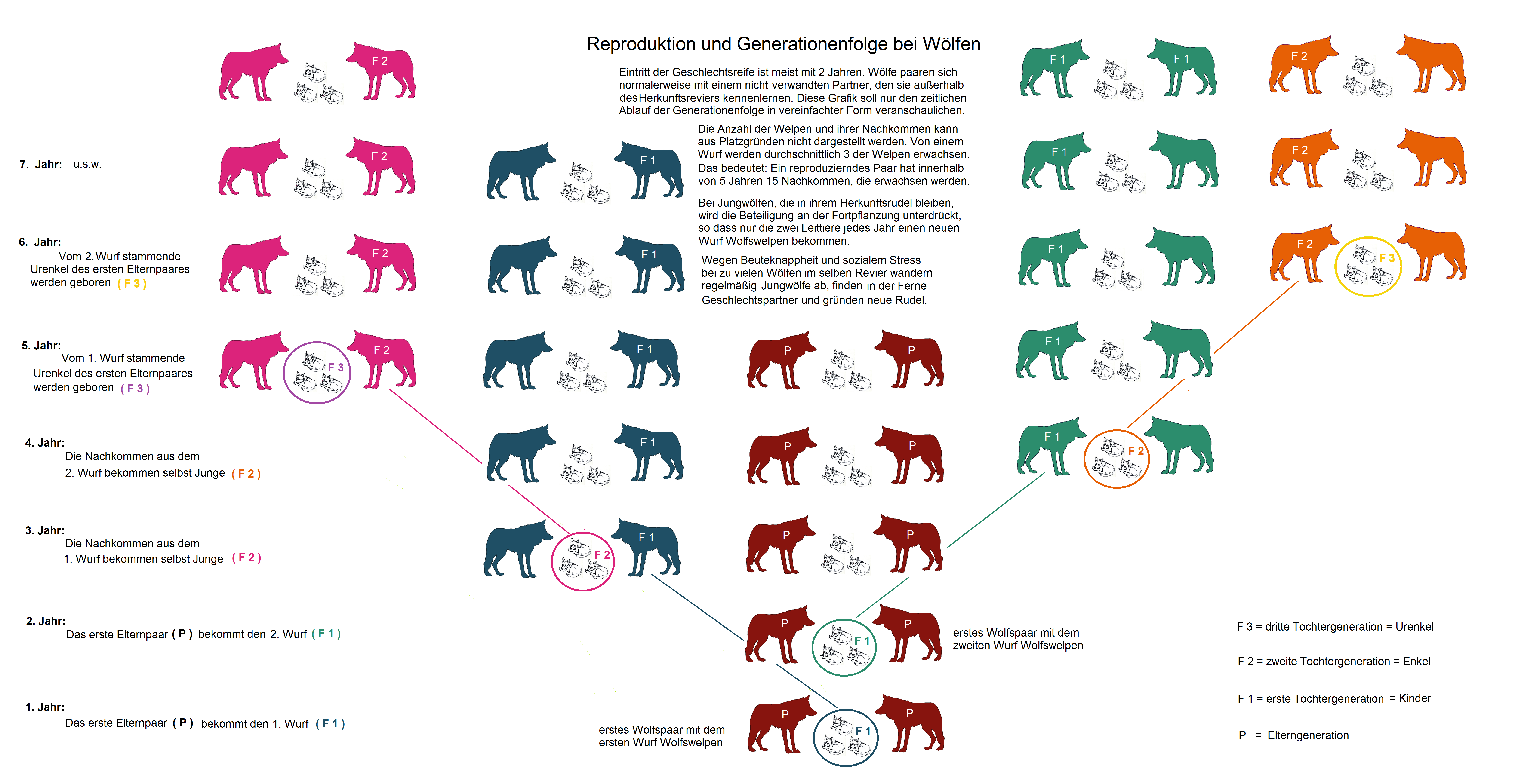
Die jährliche Wachstumsrate von Wolfspopulationen beträgt circa 33 %. Daraus ergibt sich eine Verdopplungszeit von rund 3 Jahren (Populationsentwicklung Phase 1).

Ein Wolfsmanagement berücksichtigt die zu erwartenden Bestandsentwicklungen. „In von Menschen dominierten Landschaften muss es für die Wolfspopulationen ein kontinuierliches Management geben, um ihre Populationsdichten akzeptabel zu halten.“ (Luigi Boitani 2009)
In gesättigten Wolfspopulationen sind Kämpfe innerhalb der Tierart wie Auseinandersetzungen zwischen den Rudeln die Haupttodesursache. Bei Untersuchungen der Populationsdynamik in Nordamerika wurde die intraspezifische Konkurrenz innerhalb von Wolfspopulationen als Faktor einbezogen. Es zeigte sich, dass die Entnahme ausgewählter Rudel die Konkurrenz unter den Wolfsrudeln um Territorium und Nahrung eher vermindern kann, als wenn über den gesamten Bestand verteilt einzelne Tiere geschossen werden.
Valerius Geist und Leonid Baskin erklären die Entstehung von Gebieten mit hohen Beutegreiferdichten und sehr geringen Populationsdichten wildlebender Huftiere in von Menschen unbewohnten Landschaften Sibiriens damit, dass Wölfe und Bären dort kaum mit den Interessen der Menschen in Konflikt geraten und sie daher keine natürlichen Feinde haben. Im späten Pleistozän hingegen seien die Wolfsbestände in Sibirien von in der Nahrungspyramide über ihnen stehenden Spitzenprädatoren wie Höhlenlöwen, Tigern, Krummsäbelkatzen, Leoparden gering gehalten worden, in Nordamerika von Löwen, Säbelzahnkatzen und Krummsäbelkatzen, Jaguaren, räuberischen Kurznasenbären, Dire-Wölfen und auf beiden Kontinenten dann auch von den Steinzeitmenschen. Die post-pleistozäne Tierwelt und Artenvielfalt in Nordamerika und Sibirien können nach ihrem Verständnis nur durch sachkundiges Management der Fleischfresser gedeihen. Protektionismus würde langfristig zu verminderter Artenvielfalt führen, wie sie heute in unbewohnten Landschaften Sibiriens und in den großen Nationalparks in Nordamerika zu beobachten ist, wo Wölfe und Grizzlybären keinerlei Bestandskontrolle unterliegen.
In Nordamerika wurde der Wolf in den Bundesstaaten Minnesota, Wisconsin, Michigan, Montana, Idaho und im Ostteil von Oregon von der Liste der gefährdeten Arten genommen. Dennoch sind die Wolfspopulationen stabil geblieben oder gewachsen. In diesen Bundesstaaten gibt es Regelungen beim Wolfsmanagement, die als livestock-depredation control bezeichnet werden. Die meisten dieser Bundesstaaten erlauben auch eine kontrollierte Bejagung zur Bestandsregulierung.
Der Wolfsexperte L. David Mech ist der Ansicht, dass jährlich ein gewisser Prozentsatz einer Wolfspopulation von Menschen getötet werden muss (zusätzlich zur natürlichen Sterblichkeit), um eine Wolfspopulation stabil zu halten. Die Fachliteratur zur Bejagung von Wölfen enthält viele Schätzungen des Anteils einer Wolfspopulation, der pro Jahr getötet werden muss, um die Zahl der Wölfe zu reduzieren. Diese Studien kommen oft zu dem Schluss, dass eine Entnahme von 28 % bis 50 % des Bestands erforderlich ist, um einen Populationsrückgang herbeizuführen.
Vom Generalanwalt am Europäischen Gerichtshof wurde eine Lizenzjagd in Finnland nach Artikel 16 der EU-Habitatsdirektive für rechtmäßig befunden.

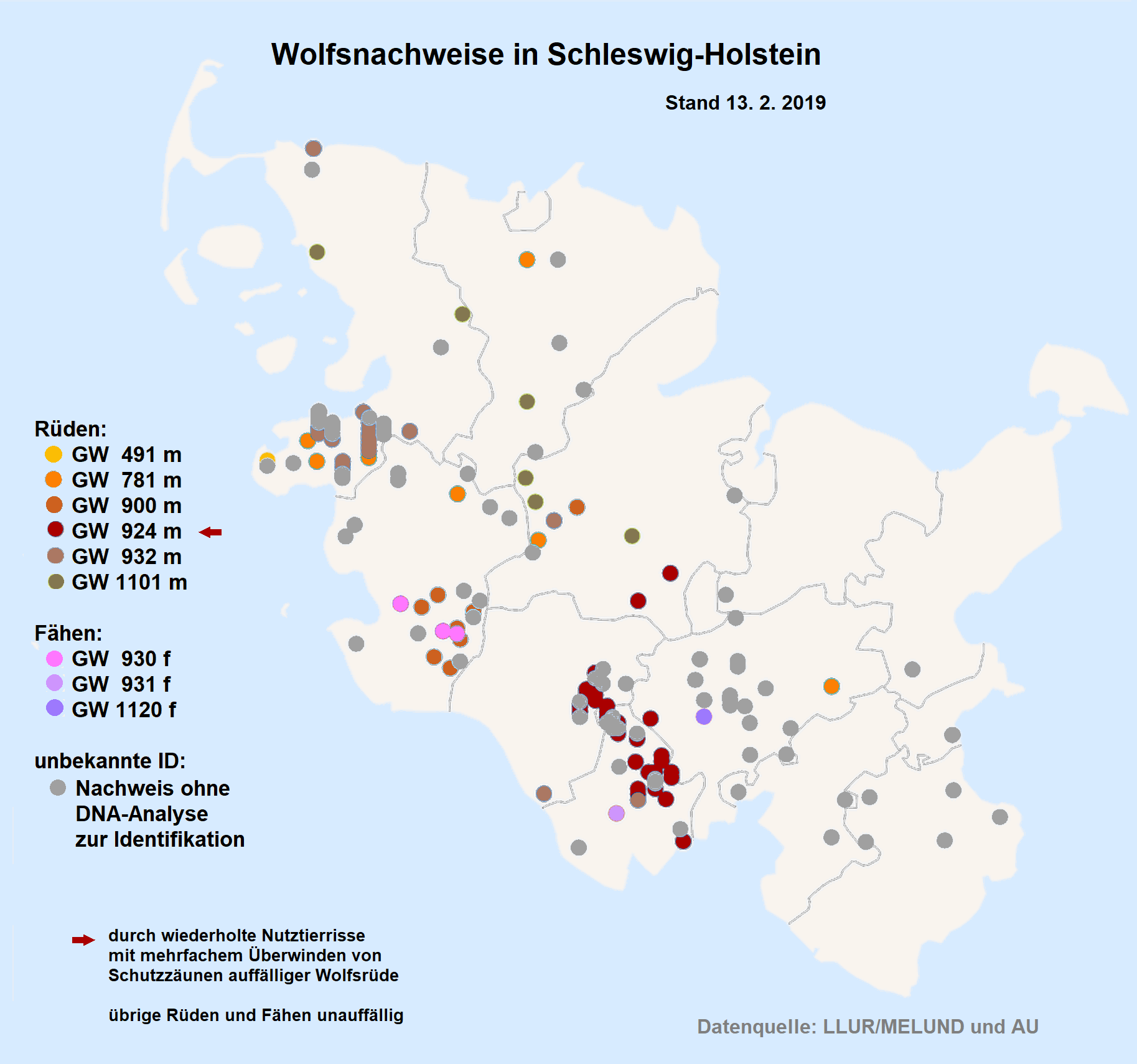
Wölfe in Schleswig-Holstein: Nachweise anhand von Sichtungen, Wildtierrissen oder Nutztierrissen: ein auffälliges Tier, die übrigen unauffällig. Die Fähe GW 931 f (Grauwolf weiblich) wurde auf der A 23 überfahren. Für die noch lebenden Fähen GW 930 f und GW 1120 f stehen nach einer Entnahme von GW 924 m noch mehrere Rüden zur Verfügung, um den Wolfsbestand zu erhalten.

In einigen europäischen Ländern werden im Rahmen des Wolfsmanagements zur Bestandskontrolle Schutzjagden durchgeführt, bei denen eine von Mitarbeitern des Monitorings berechnete, begrenzte Anzahl von Tieren legal entnommen wird, so dass stets eine lebensfähige Wolfspopulation erhalten bleibt (siehe Erhaltungszustand) sowie ggf. die Einrichtung wolfsfreier Zonen (Zonierungssystem). In den Ländern ohne partielle Bejagung zählt der Umgang mit den selten vorkommenden Wölfen mit unerwünschtem Verhalten in geschützten Populationen zu den Aufgaben des Wolfsmanagements. Identifizierung von Individuen durch Monitoring und Gen-Analysen spielt hierbei eine wichtige Rolle. Identifizierte Tiere erhalten eine Codenummer für das weitere Monitoring.
Das Bundesumweltministerium informierte 2015 über Anwesenheit von Wölfen in Jagdbezirken und gab Empfehlungen. Dementsprechend gibt der Deutsche Jagdverband Praxistipps für die Hundearbeit in Wolfsgebieten, da Unfälle mit von Wölfen verletzten und getöteten Jagdhunden nicht ausgeschlossen werden können.

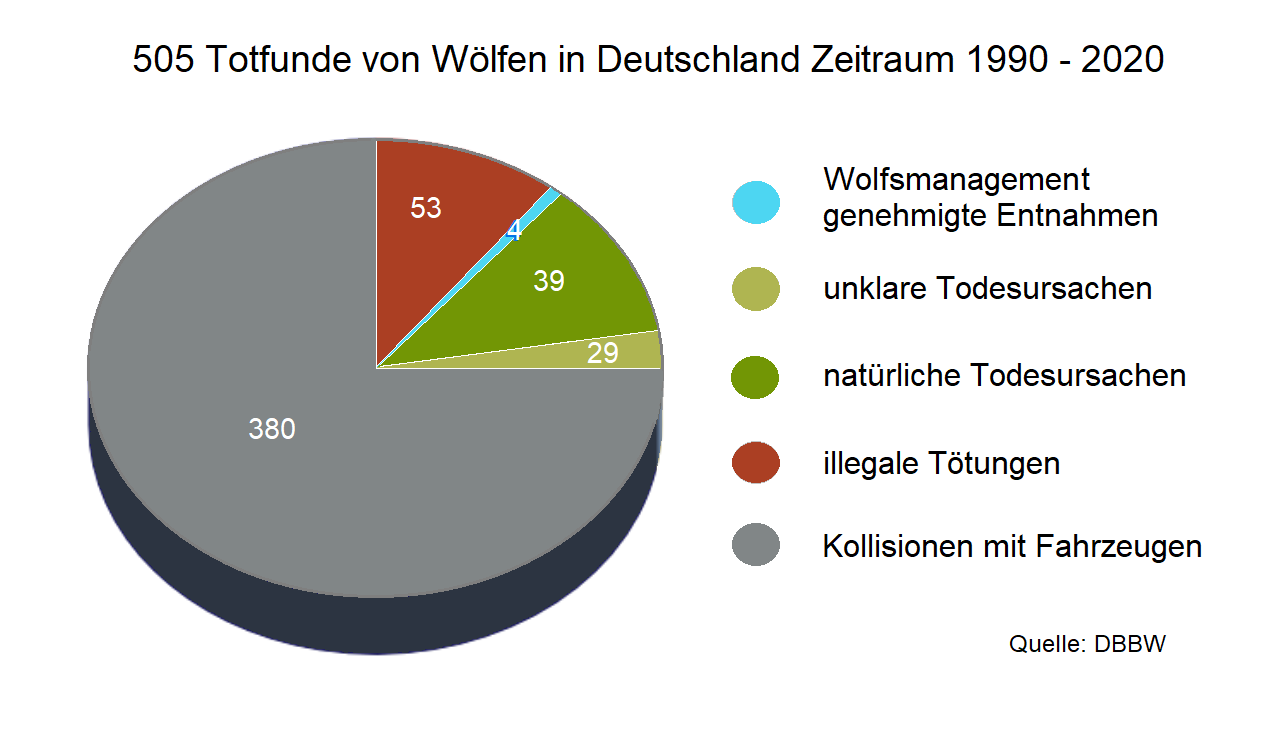

Zum Wolfsmanagement gehört der Umgang mit verletzen Wölfen, die aufgrund ihres hohen Schutzstatus nicht wie dem Jagdrecht unterliegendes Wild entsprechend § 22 a BJagdG unverzüglich erlöst werden dürfen. Für die Diagnose und Wiederherstellungsprognose muss ein Amtstierarzt oder ein von diesem beauftragter Tierarzt hinzugezogen werden, der einen Jäger mit der Tötung beauftragen kann. Erfolgt der Auftrag durch die zuständige Behörde (Landkreis mit Veterinäramt und unterer Naturschutzbehörde / Polizei) ist der Schuss waffenrechtlich durch § 13 Abs. 6 Satz 2 WaffG legitimiert, da die Tötungsanordnung die naturschutzrechtliche Befreiung beinhaltet. Auch ein Polizist kann beauftragt werden. Aufgrund des Schutzstatus und der damit verknüpften Vorschriften durfte beispielsweise ein Wolf, der um 14.15 Uhr in eine Erntemaschine geraten war und schwerste Verletzungen an den Läufen hatte, erst um 15.30 Uhr nach Hinzuziehung eines Amtstierarztes von einem Polizisten mit der Dienstpistole erlöst werden. Für Niedersachsen gibt es einen neuen Erlass des Umweltministeriums, nach dem bei Wölfen mit schweren Verletzungen wie „eine geöffnete Bauchhöhle mit heraustretenden Eingeweiden, ein zertrümmerter Schädel oder eine zertrümmerte Wirbelsäule und offene Frakturen der Gliedmaßen“ die einem Jagdscheininhaber generell zugebilligte Kompetenz auch bei anderen Tieren das Ausmaß einer Verletzung abzuschätzen, als ausreichend angesehen wird, so dass sie einen Wolf in so einem Zustand auch ohne Hinzuziehen eines Tierarztes töten dürfen.
Wegen zunehmend irrational geführter Diskussionen kann bei einer geplanten Entnahme eines auffälligen Wolfs auch der Schutz von Antragstellern, Ausführenden und Wolfsberatern eine Aufgabe der oberen Naturschutzbehörde sein.

## Tätigkeiten

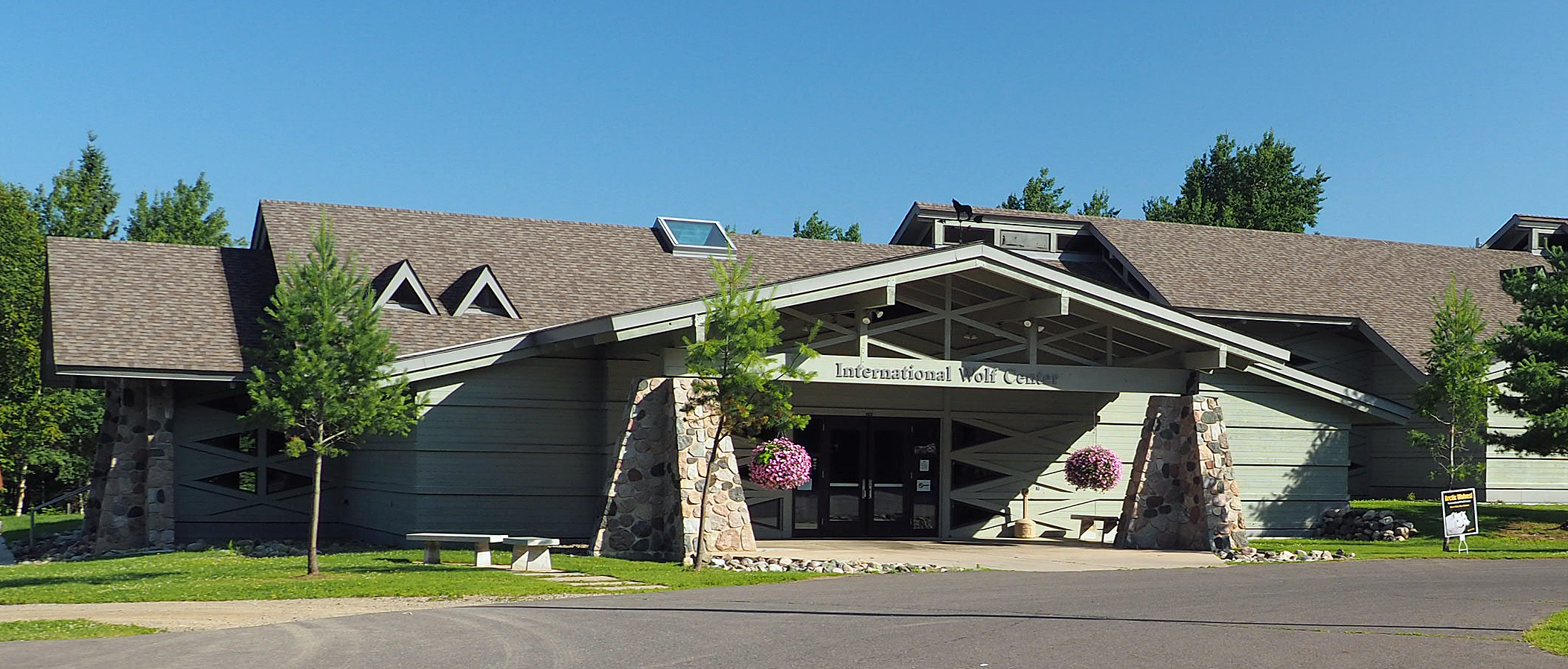
International Wolf Center in Minnesota USA

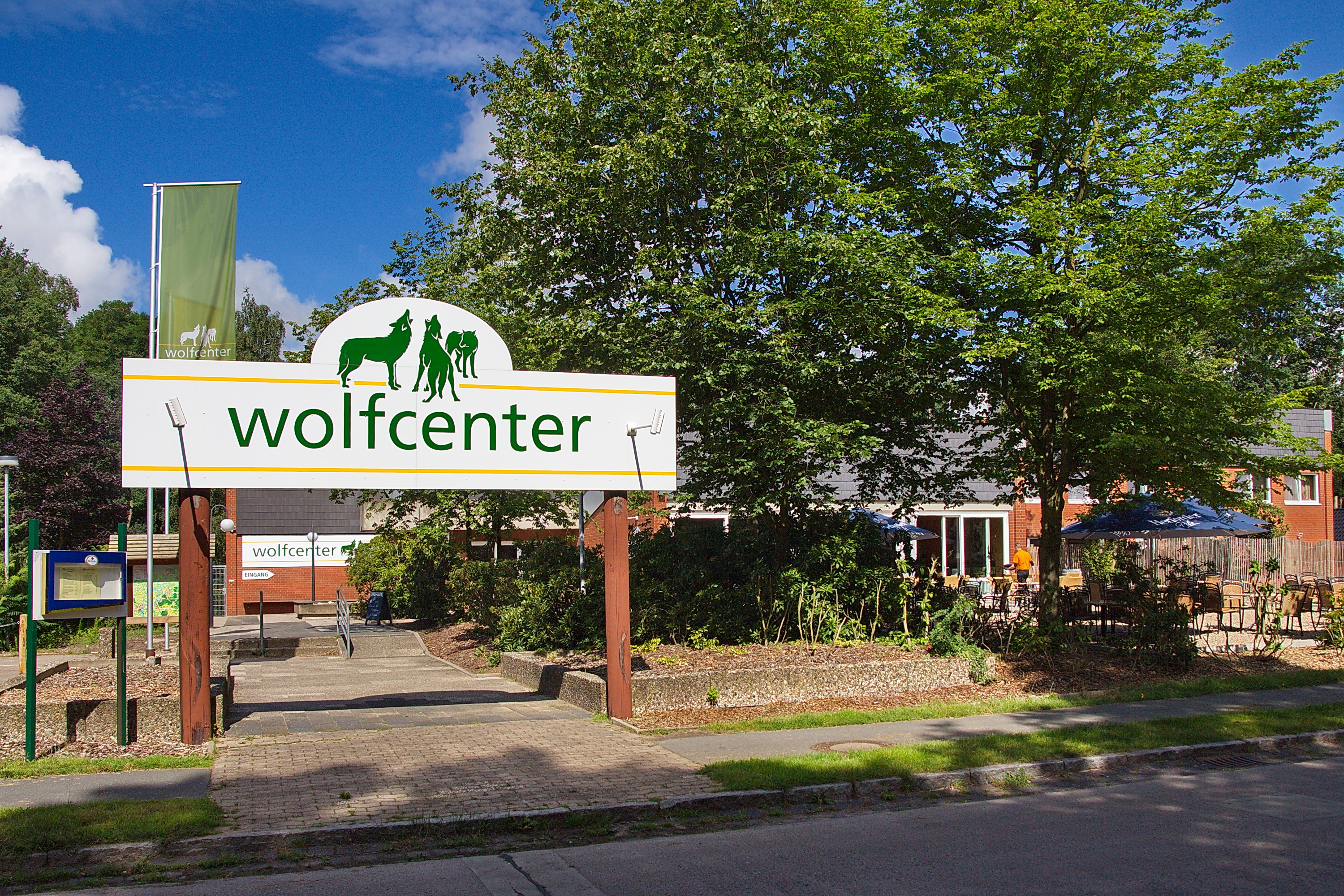
Wolfcenter Dörverden

Nach dem Aktionsplan von Luigi Boitani, dem Präsidenten der Large Carnivore Initiative for Europe, soll in Gebieten, in denen eine Wiederbesiedlung mit Wölfen seiner Auffassung nach „wünschenswert“ ist, die natürliche Ausbreitung Priorität haben. Bei noch kleinen Populationen soll an der Erhöhung der Individuenzahl gearbeitet werden, wobei auch Wölfe in neue Gebiete ausgesetzt werden können.
Das Management der Wölfe in Deutschland erfolgt durch die Naturschutzbehörden unter Mitwirkung des LUPUS – Institut für Wolfsmonitoring und -forschung in Deutschland, Wolfskompetenzzentren und Beratungsstellen wie der Dokumentations- und Beratungsstelle des Bundes zum Thema Wolf (DBBW), in Niedersachsen durch das Wolfsbüro im NLWKN. Schwerpunkt sind die von den Ländern geförderten Herdenschutzmaßnahmen.
Das Wolfsmanagement in Deutschland umfasst
- praktische und wissenschaftliche Tätigkeiten im Wolfsmonitoring
- Erstellung der länderspezifischen Managementpläne
- Auskunftserteilung in Wolfsbüros
- Ausbildung von Referenten für Informationsveranstaltungen.[50]
- Rissgutachter, die bei Verdacht auf einen Wolfsübergriff feststellen, ob der Riss durch einen Wolf erfolgte[51][52][53][54]
- Selten Vergrämung bzw. Entnahme eines Wolfs aus der Natur mit einer naturschutzrechtlichen Ausnahmegenehmigung

## Umgang mit einem auffälligen Wolf (Problemwolf)

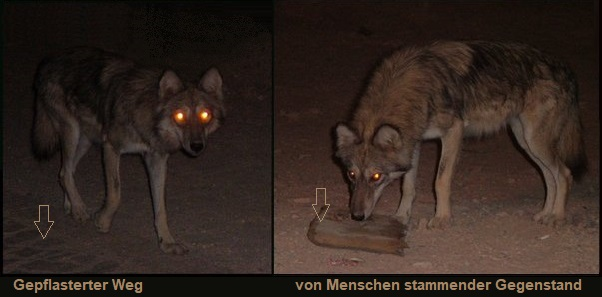
Arabischer Wolf in der südlichen Arava-Wüste in Israel. Wölfe sind vorwiegend dämmerungs- und nachtaktiv.

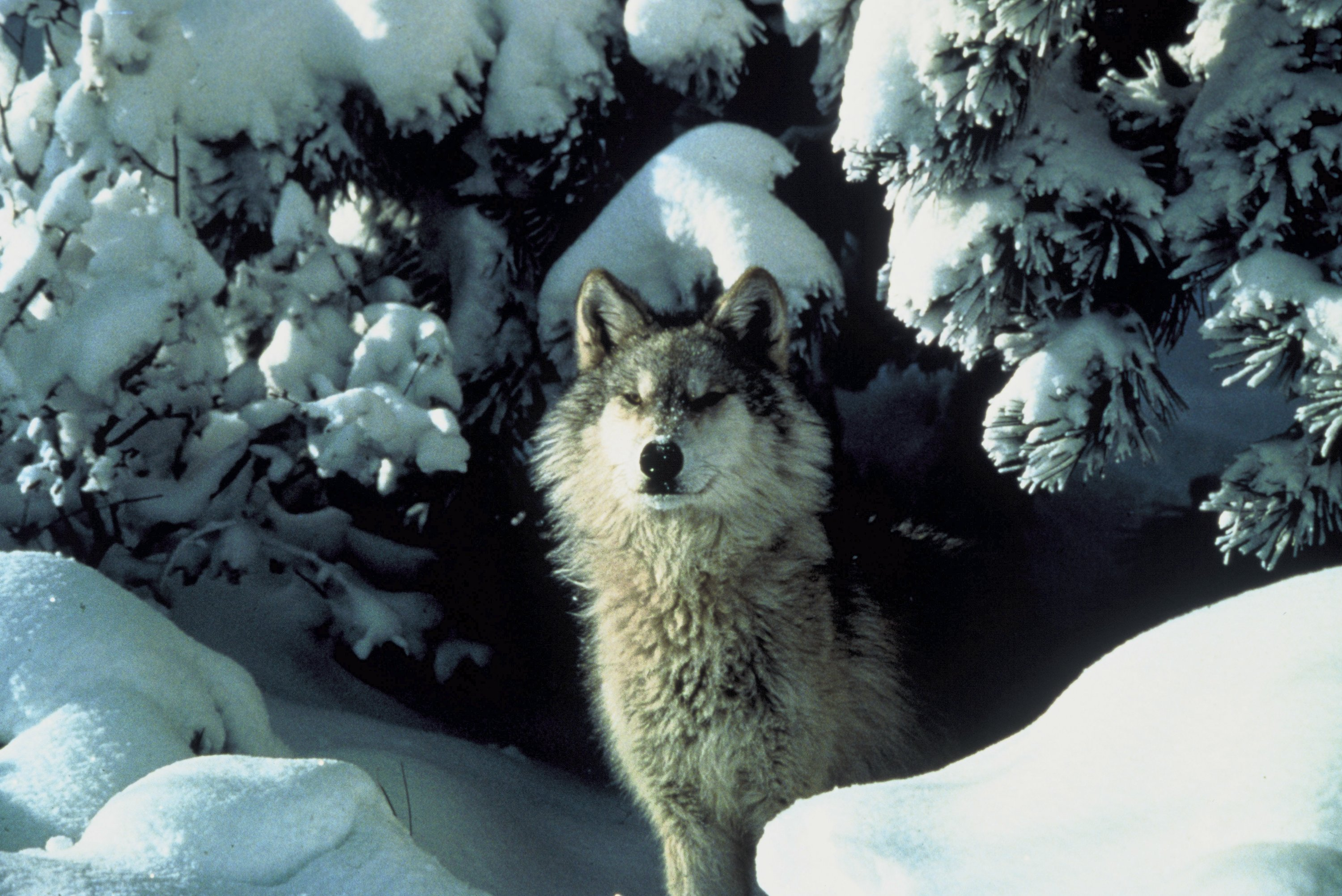
Wenn Wölfe nicht vom Menschen verfolgt werden, gehen sie auch bei Tage auf Nahrungssuche.

In Artikel 9 der Berner Konvention und in Artikel 16 der EU-Habitatsdirektive (Richtlinie 92/43/EWG (Fauna-Flora-Habitat-Richtlinie)) sind beim Artenschutz Ausnahmen vorgesehen, die unter bestimmten Voraussetzungen Anwendung finden können. Die FFH-Richtlinie ist von allen Mitgliedstaaten der Europäischen Union jeweils in nationales Recht umzusetzen. Der Wolf wird in vielen Ländern Europas im Anhang IV und in einigen Ländern im Anhang V der FFH-Richtlinie geführt. Die Listung in den Anhängen bestimmt seinen Schutzstatus Ausnahmen gemäß Artikel 16 der Habitatsdirektive sind nach § 45 des Bundesnaturschutzgesetzes möglich. Nach dem Aktionsplan von Luigi Boitani für den Schutz der Wölfe in Europa soll einen Problemwolf betreffend, der lokal Schäden anrichtet, das Gewicht auf die Erhaltung der Population gelegt werden, anstatt das Leben eines einzelnen Individuums überzubewerten.
"Die Durchführbarkeit der Entfernung eines Wolfes aus einer geschützten Population sollte in eine allgemeine Perspektive gestellt werden. Betrachten Sie den Problemwolf im Kontext des gesamten Gebietes und beurteilen Sie, ob es an Prävention oder an wilden Beutetieren mangelt. Betrachten Sie die gesamte Verbreitung der Art, nicht nur die lokale Präsenz. Wenn die Populationen sehr klein und isoliert sind (insbesondere wenn es keine Einwanderungsquelle gibt), sind alle Individuen von wesentlicher Bedeutung und eine Entfernung ist ausgeschlossen. Gesetze sollten so umgesetzt werden, dass die Entfernung von Wölfen nur unter ganz bestimmten Bedingungen erlaubt ist:
1. die Entscheidung muss von der Regierung auf nationaler Ebene getroffen werden und niemals auf lokaler Ebene.
2. die Entscheidung muss nach dem Rat nationaler oder internationaler Wolfsfachleute und in Übereinstimmung mit dem IUCN-Manifest und den Richtlinien zur Erhaltung der Wölfe und der Europäischen Strategie zur Erhaltung der Wölfe getroffen werden.
3. die Entscheidung sollte nach einer Beobachtungszeit … nach einer Zeit der Erprobung von Präventionssystemen getroffen werden.
4. die Entscheidung sollte nach der Identifizierung von Gebieten mit geplanter Wolfspräsenz getroffen werden (siehe Zonierungssystem)."[69]

### Erbeuten von Haustieren

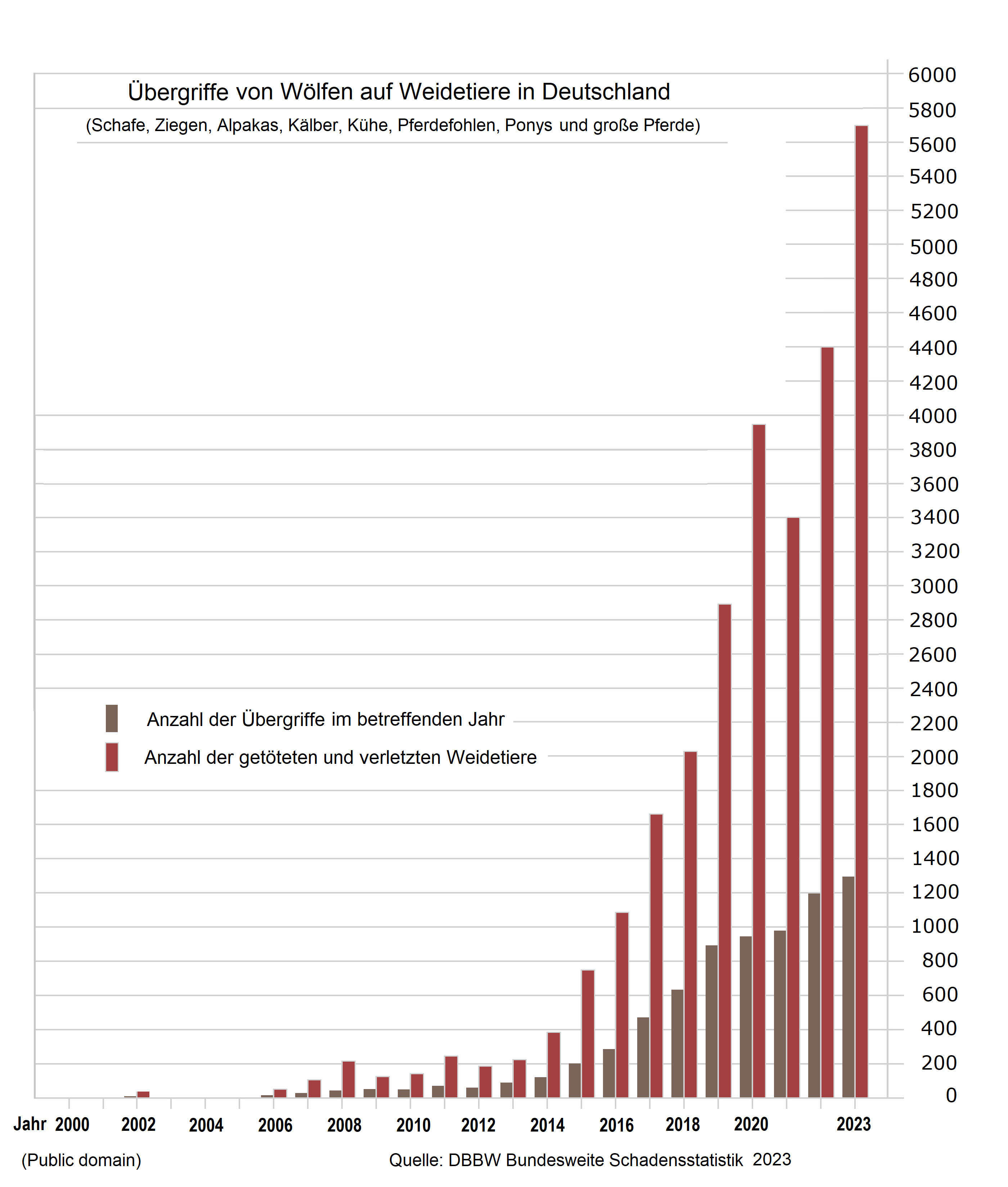
Bundesweite Schadensstatistik der DBBW

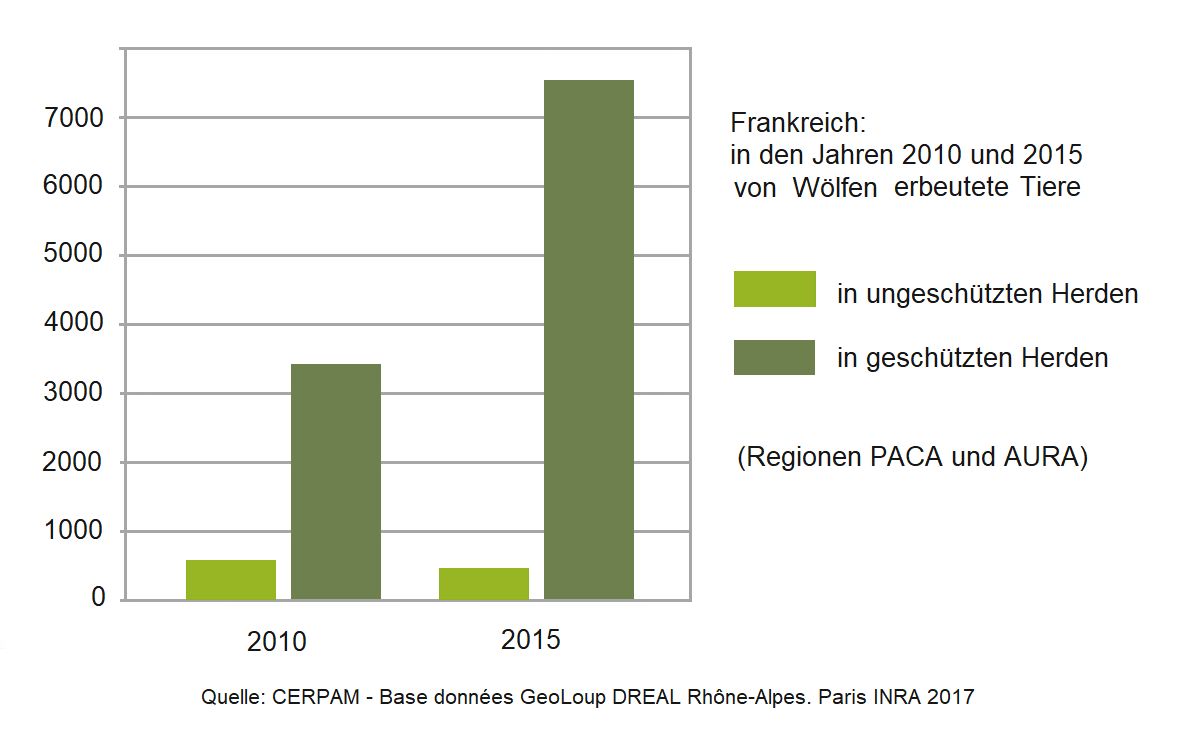

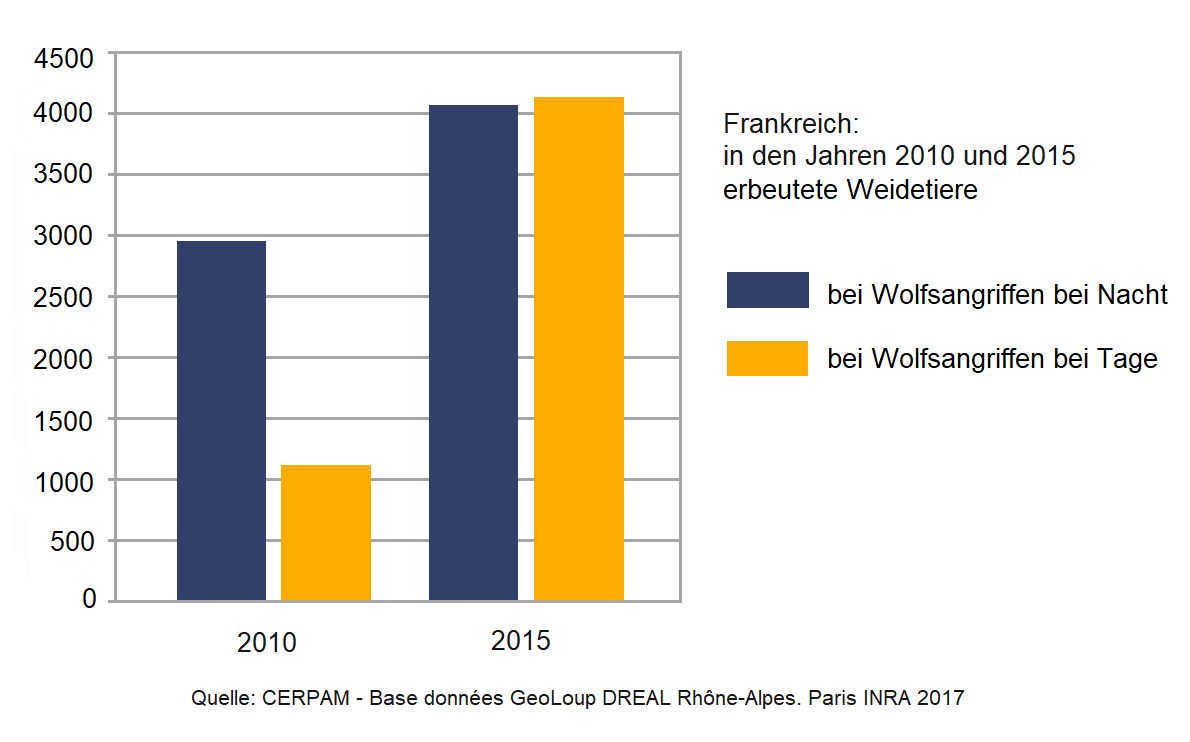

Die Übergriffe auf Nutztiere haben mit dem Anwachsen des Wolfsbestands deutlich zugenommen. Die jährliche Wachstumsrate der Wolfspopulation in Deutschland wird je nach Quelle mit 30 bis 35 % angegeben, wobei aber die Schäden durch Erbeuten von Nutztieren nach Daten der DBBW jährlich um 66 % zunehmen. In einigen Fällen wurden Hunde erbeutet. In Deutschland im Landkreis Görlitz hat ein an Räude erkrankter Wolf zwei Hunde erbeutet. Das Landratsamt Görlitz erteilte mit Zustimmung des Umweltministeriums eine Abschussgenehmigung, um das auffällige Verhalten zu beenden und den kranken Wolf von seinen Qualen zu erlösen. Mehrere Einzelwölfe und Wolfsrudel haben Schutzmaßnahmen überwunden. Im Stölzinger Gebirge in Nordhessen gibt es seit Sommer 2020 eine Problemwölfin, die einen Zaun übersprungen und Weidetiere getötet hat, ohne sich von einem Pyrenäenhund abhalten zu lassen. Nach der Definition der LCIE und des Bundesamtes für Naturschutz gilt ein Wolf nur dann als auffällig, wenn er wiederholt Weidetiere erbeutet und dabei Schutzvorkehrungen überwindet, Hunde erbeutet oder sich Menschen in sie gefährdender Weise nähert, wobei auffälliges Verhalten nicht immer auch problematisch sein muss. Wölfe haben ein breites natürliches Verhaltensspektrum, innerhalb dessen unter bestimmten Voraussetzungen in Einzelfällen solche opportunistischen Verhaltensweisen vorkommen können. Nicht in jeden Falle erfolgen behördliche Maßnahmen. Als Ursache für auffälliges Verhalten gilt eine fortgeschrittene Habituation durch Gewöhnung an anthropogene Nahrungsquellen. Maßnahmen zur Prävention sind die „Aufklärung der Bevölkerung“ und „Beseitigung von Futterquellen“. Für den Umgang mit auffälligen Wölfen sind die Unteren und Oberen Naturschutzbehörden zuständig.

### Verhalten gegenüber Menschen
Charakteristisch für wildlebende Wölfe in Gebieten, in denen sie bejagt werden, ist das scheue Wildtierverhalten mit einer relativ großen Fluchtdistanz. Bei den meisten Begegnungen zwischen Wölfen und Menschen ziehen sich die Tiere zurück, wenn sie den Menschen bemerken. Dabei treten Wölfe häufig einen ruhigen „geordneten Rückzug“ an. Laut Empfehlung der Dokumentations- und Beratungsstelle des Bundes zum Thema Wolf (DBBW) sollen bei jeder Meldung, bei der sich ein Wolf weniger als 30 Meter von einer Person oder einem bewohnten Gebäude befindet und der Betroffene die Situation als auffällig empfindet, oder wenn die Situation vom Monitoring so eingeschätzt wird, Fachleute konsultiert und Einzelfallanalysen durchgeführt werden. Die meisten Meldungen von auffälligem Wolfsverhalten stellen sich als unproblematisch heraus. Wurde jedoch ein Wolf von Menschen gefüttert, soll die Situation beobachtet werden, auch wenn sich der Wolf zunächst unauffällig verhält. Spätestens, wenn innerhalb von drei Monaten die zweite Meldung eingeht, dass sich ein Wolf auf unter 30 Meter an Personen annähert oder eine solche Annäherung zulässt, soll eine Vor-Ort-Untersuchung erfolgen. Die Neuregelung im Bundesnaturschutzgesetz beinhaltet ein Fütterungsverbot bei wildlebenden Wölfen, um eine Habituation zu verhindern.
Der wissenschaftliche Dienst des Deutschen Bundestags veröffentlichte 2018 eine Dokumentation über Wolfsangriffe auf Menschen in Europa, Russland, Asien und Nordamerika. Demnach gab es in den Jahren 2000 bis 2009 insgesamt 23 belegte Angriffe von Wölfen auf Menschen. Dabei wurden 53 Personen verletzt und sieben getötet. Die häufigste Ursache seien räuberische Angriffe, gefolgt von sieben Fällen, in denen die Ursachen nicht bekannt wurden.

### Stellungnahmen von Politikern
Nach der beschlossenen Änderung des Bundesnaturschutzgesetzes mit Ergänzung des Paragraphen 45 a werden nun Abschüsse einzelner Tiere eines Wolfsrudels auch ohne vorherige Identifizierung des Individuums möglich, bis in dem Gebiet keine weiteren Schäden mehr eintreten. Das kann ggf. auch die schrittweise Entnahme eines Rudels bedeuten. Svenja Schulze macht das wiederholte Überwinden von Schutzzäunen weiterhin zur Bedingung, wohingegen Julia Klöckner auch die Möglichkeit präventiver Abschüsse gesetzlich verankert sehen möchte.

### Artenschutzrechtliche Aspekte
Ziel des Artenschutzes ist die Erhaltung lebensfähiger Populationen. Aufgrund des Verbots, Tiere streng geschützter Arten in ihren Lebensräumen zu stören (BNatSchG § 44), bedürfen Vergrämungsmaßnahmen einer artenschutzrechtlichen Ausnahmegenehmigung und dürfen nur von einer qualifizierten Person durchgeführt werden. Ein Antrag auf letale Entnahme kann gestellt werden, wenn nicht-letale Maßnahmen keinen Erfolg hatten oder nicht erfolgversprechend sind. Dann kann das Tier von der Oberen Naturschutzbehörde zu einem legalen Abschuss freigegeben werden. Ein solcher darf jedoch ausschließlich von den Personen ausgeführt werden, die von der Naturschutzbehörde beauftragt wurden.

### Probleme bei Maßnahmen
Umweltminister Olaf Lies stellte beim Nienburger Problemwolf, dem Rodewald-Rüden GW 717 m fest, dass es schwierig sein kann, ein nicht besendertes auffälliges Individuum in freier Wildbahn zu identifizieren und zu erlegen. Im Dezember 2019 hat der Bundestag ein Gesetz beschlossen, nach dem Wölfe zum Schutz von Weidetieren leichter geschossen werden dürfen. Die Maßnahmen sollen wirtschaftliche Schäden für Landwirte und Schäferinnen abwenden. Eine Tötung soll auch dann möglich sein, wenn unklar ist, welcher Wolf eine Herde angegriffen hat. Nach den von Svenja Schulze (SPD) vorgelegten Plänen sollen so lange Wölfe in einer Gegend geschossen werden können, bis es keine Attacken mehr gibt, auch wenn dabei ein ganzes Rudel getötet wird. Die Länderbehörden müssen jeden Abschuss einzeln genehmigen. Der Abschuss soll bei „ernsten wirtschaftlichen Schäden“ erlaubt sein. Im Bundestag werden die Ausnahmeregelungen weiterhin kontrovers bewertet.

## Zonierungssystem
Im Manifest der Berner Konvention wird den Vertragsparteien empfohlen, Gebiete mit unterschiedlichem potentiellem Wert für die Erhaltung der Wölfe zu bestimmen:
- Zonen, in denen der Wolf vollständig geschützt wäre
- Zonen, aus denen ausgewählte Wölfe nach einem Managementplan entfernt werden könnten
- Zonen, in denen der Wolf nur mit den Einschränkungen der geltenden Jagdvorschriften gejagt werden darf[118]

Eine wolfsfreie Zone ist ein Areal innerhalb des Lebensraumes einer Wolfspopulation, in dem keine Wölfe leben sollen. Nach Erreichen des günstigen Erhaltungszustands ist in einem für die EU-Kommission relevanten Managementkonzept der Initiative für Großraubtiere in Europa eine Zonierung als Managementoption vorgesehen. In einer wolfsfreien Zone hat der Wolf nicht denselben Schutzstatus wie in dem umgebenden Gebieten. Er gilt innerhalb der wolfsfreien Zone nicht als prioritäre Art, er wird somit nicht im Anhang II der FFH-Richtlinie geführt und steht auch nicht im Anhang IV als streng geschützte, sondern im Anhang V als geschützte Art. Nach Einrichtung einer wolfsfreien Zone ist der Wolf nur noch den übrigen Teilen des Gesamtterritoriums streng geschützt. Dadurch sollen wiederkehrende Konflikte mit Landwirten in stärker betroffenen Gebieten abgemildert werden. Scheue wandernde Einzeltiere, die sich von Weiden fernhalten und sich keinem Menschen zeigen, können eine wolfsfreie Zone ungehindert durchqueren.
Laut Handlungsplan für den Schutz der Wölfe in Europa (Luigi Boitani, LCIE), erscheint es als langfristige Strategie unrealistisch vorzuschlagen, den Wolf in allen Regionen zu erhalten, die die Spezies wiederbesiedeln kann. Die Anwesenheit von Wölfen sei mit manchen wirtschaftlichen Aktivitäten nicht kompatibel und es sei notwendig, für die bestmögliche Form der Integration von menschlichen Aktivitäten und Erhaltung der Artenvielfalt zu planen. Die Regulierung der Anwesenheit von Wölfen auf einem Staatsgebiet könne nicht der individuellen Reaktion verärgerter Weidetierhalter oder Wilderern überlassen werden, daher müsse der Wolfsmanagementplan auch Ziele, Kriterien und Methoden konzipieren, mit der die Anwesenheit dieser Tierart modifiziert werden kann. Sofern das übergeordnete Ziel, lebensfähige Wolfspopulationen zu erhalten, berücksichtigt bliebe, könne heute ein Zonenmanagement in Erwägung gezogen werden.
Ein Zonenmanagement beinhaltet sowohl präventive als auch reduktive Maßnahmen einschließlich der lokalen Beseitigung einiger weniger Individuen. Die Durchführbarkeit eines solchen Ansatzes muss auf der biologischen, sozialen, administrativen, naturschutzrechtlichen und ethischen Ebene bewertet werden. Biologisch sei es machbar. Die jährliche Mortalität durch illegale Entnahmen ist in den Bereichen mit der höchsten Haustierdichte am höchsten. Die Wolfspopulationen seien in der Lage, Entnahmen zu verkraften. Die rechtlichen Handlungshindernisse könnten beseitigt werden, sofern die Staaten und Verwaltungen in der Lage sind, eine Zonierung vorzunehmen. Eine Regelung mit differenziertem Schutzstatus dürfe aber nur unter der Voraussetzung geschaffen werden, dass keine Wilderei stattfindet. Aus artenschutzrechtlicher Sicht sei es sinnvoll, diese innovative möglicherweise dauerhafte Lösung zu erproben.
In Finnland sind Gebiete mit Rentierzucht als wolfsfreie Zonen ausgewiesen. Auch in Norwegen gibt es ein Zonenmanagement.
Im Europäischen Parlament sagte die Europaabgeordnete Ulrike Müller, dass zur Erhaltung der Weidewirtschaft, besonders zur Bewahrung der Kulturlandschaft des Alpenraums mit seiner heutigen Vielfalt der Flora und Fauna und damit zur Erhaltung der Attraktivität des Alpenraums für den Tourismus dringend wolfsfreie Zonen benötigt würden. Der Bau von Zäunen für die rund 23.000 Hektar gesetzlich geschützte Alpweiden mit wertvollen Biotopen würde etwa 327 Millionen Euro kosten, dazu einen jährlichen Unterhalt von 35 Millionen Euro. Die niedersächsische Agrarministerin Barbara Otte-Kinast hat sich für wolfsfreie Zonen besonders in den Küstenbereichen ausgesprochen, in denen die Schafe durch Beweidung der Deiche einen Beitrag zum Hochwasserschutz leisten.

## Politische Entwicklungen

### Deutschland
Zu den Fragen der Regulierung der Wolfspopulation in Deutschland gab es am 18. April 2018 eine Anhörung im Deutschen Bundestag. Der niedersächsische Umweltminister Olaf Lies forderte im Oktober 2018 in einer Ansprache im Bundesrat ein effektives Wolfsmanagement unter Berücksichtigung der Entwicklung zum günstigen Erhaltungszustand. Am 8. November 2018 demonstrierten Landbewohner und Weidetierhalter anlässlich der Umweltministerkonferenz in Bremen. Sie forderten, dass die Wölfe durch Bejagung wieder scheu gemacht werden, so dass sie sich von Weiden und Siedlungen fernhalten. Nach Aussage von Harro Tempelmann würde in Schweden und Rumänien aus einem Rudel ein Tier geschossen, so würde dies genügen, damit die anderen diesen Ort anschließend meiden. Der Verein Wölfe vs. Land weist darauf hin, dass durch die angeblich wolfsabweisenden Zaunanlagen und Herdenschutzhunde die heimischen Wildtiere, die sich mit den Weidetieren den Lebensraum teilen, aus ihren Lebensräumen ausgesperrt werden.
2018 gründeten Landbewohner in Winsen, Eiderstedt und Westerhorn Bürgerinitiativen für wolfsfreie Dörfer. Eine der Zielsetzungen ist die "Veränderung des Wolfsmanagements hin zu klarer Priorität für den Schutz des Menschen und des Lebens im ländlichen Raum. Der wissenschaftliche Dienst des Bundestages stellte fest, dass die Ausweisung wolfsfreier Zonen auf Gemeindeebene unzulässig sei, solange der Wolf in der FFH-Richtlinie in den Anhängen II und IV geführt wird (Schutzstatus). Der Bundesverband Deutscher Milchviehhalter rief die Politik dazu auf, die Entnahme von Wölfen durch Anpassung des EU-Rechts zu erleichtern. Der Präsident der Deutschen Reiterlichen Vereinigung forderte ein sicheres Umfeld für die Pferde, nachdem in Niedersachsen ein Shetlandponyfohlen von Wölfen gefressen und die Mutterstute verletzt wurde und nachdem Pferde vor einem Wolf aus der Koppel ausgebrochen sind und verletzt wurden. Die Deutsche Reiterliche Vereinigung fordert gemeinsam mit anderen Interessenvertretern wie dem Aktionsbündnis Pro Pferd, dem Deutschen Bauernverband und Nutztier-Zuchtverbänden eine deutliche Reaktion der Politik, um Weidetiere und deren Halter vor dem Beutegreifer zu schützen. Das Aktionsbündnis Pro Pferd e. V. weist darauf hin, dass die genannten Lösungen mit wolfsabweisenden Zäunen oftmals nicht umsetzbar sind, weil Gesetze die Umsetzung verhindern, beispielsweise baurechtliche Einschränkungen oder Auseinandersetzungen mit Naturschutzbehörden, die den Rückbau solcher Zäune fordern und durchsetzen, da diese vollständig wilddicht sind und kleine Wildtiere z. B. Amphibien an der unteren Litze durch Stromschlag sterben.
Der niedersächsische Umweltminister Olaf Lies plant die Einrichtung eines eigenen Wolfsreferats im Ministerium, das dem NLWKN bestimmte Aufgaben abnehmen soll. Im Deutschen Bundestag forderte die CDU/CSU-Fraktion in einem Positionspapier eine realistische Einschätzung der Wolfsbestände in Deutschland und Europa und sprach sich für die Übertragung des Wolfs in den Anhang V der FFH-Richtlinie aus, durch die er zu einer geschützten Tierart wird, bei der eine Bestandsregulierung erfolgen kann, sowie dafür, dass im Rahmen eines nationalen Wolfsmanagements sichergestellt wird, dass zwischen Wolfsschutzgebieten und Wolfsmanagementgebieten unterschieden wird. Umweltminister Olaf Lies hat angesichts des exponentiellen Wachstums der Wolfspopulation und der erforderlich werdenden Bestandsregulierung eine Aufnahme des Wolfs in Jagdrecht erwogen. Vor der Übertragung in den Anhang V der FFH-Richtlinie kann jedoch auch dann keine Bestandsregulierung erfolgen.
Indessen werden die Debatten über den Umgang mit einzelnen „Problemwölfen“ in Deutschland und anderen europäischen Ländern fortgesetzt. Es gibt auch Rudel mit problematischem Verhalten.
Bundesumweltministerin Svenja Schulze und Bundesministerin Julia Klöckner tauschten sich über die Frage aus, ob der Abschuss von Wölfen in Deutschland erleichtert werden soll. Diana Pretzell beim WWF betrachtet eine Weidetierprämie und die Einrichtung eines nationalen Zentrums für Herdenschutz, finanziert aus den Agrarzahlungen der EU, als geeignete Mittel, um bessere Rahmenbedingungen für die Weidetierhalter zu schaffen und in den Erhalt wertvoller Grünflächen zu investieren. Weidetiere sollen besser geschützt werden, wobei bei den trotzdem stattfindenden Wolfsrissen „unbürokratische Ausgleichszahlungen“ erfolgen sollen. Zudem wurde bei dem Gespräch gemeinsam mit Umweltminister Till Backhaus und Vertretern von Naturschutzverbänden eine Einigung über eine Änderung des Bundesnaturschutzgesetzes erzielt, nach der einzelne Wölfe und gegebenenfalls auch Rudel getötet werden dürfen, wenn durch sie „im juristischen Sinne schwere Schäden“ entstehen. Dies gilt nicht nur, wenn sie wiederholt ordnungsgemäß geschützte Nutztiere angreifen, sondern auch wenn sie die Scheu verlieren und sich Menschen in Dörfern häufig nähern. Backhaus sagte, die Neuregelung des Gesetzes sei nötig, um Rechtssicherheit zu bekommen.
Am 3. März 2019 teilte die ARD Tagesschau mit, die Bundesumweltministerin beabsichtige, das Naturschutzgesetz zu ändern. Demnach solle ein Wolf künftig bereits dann geschossen werden dürfen, wenn er „ernste landwirtschaftliche Schäden“ verursacht. Bisher war die Bedingung „erheblicher Schaden“, der von den Gerichten erst bei Bedrohung der Existenz des Weidetierhalters gesehen wurde. Wölfe sollten auch geschossen werden dürfen, wenn sie mehrfach Schutzzäune überwinden oder Menschen zu nahe kommen. Der NABU befürwortete dies. „Wir müssen alles tun, das ist auch unsere Botschaft als Naturschutzbund, dass wir Wölfe in Deutschland wild halten und dass sie sich nicht als Kulturfolger entwickeln“ (Ralf Schulte, Wildtierökologe beim NABU).
Laut Schadensbilanz der DBBW lag die Zahl der Wolfsrisse 2017 um fast 66 % höher als 2016. Die Zahl der getöteten, verletzten oder vermissten Tiere wurde für 2017 auf 1667 beziffert.
Im Januar 2019 veröffentlichte das Aktionsbündnis Forum Natur (AFN) die Schrift: Wildtiermanagement Wolf – Handlungsvorschlag für ein praxisorientiertes Wolfsmanagement in der Kulturlandschaft Deutschlands. Das AFN hat zum Ziel, sowohl für die wirtschaftlichen als auch für die naturschützenden Belange des ländlichen Raumes einzutreten.
Der niedersächsische Umweltminister Olaf Lies und der Umweltminister von Schleswig-Holstein Jan Philipp Albrecht erachten eine Sonderregelung für die Nordseeküste für sinnvoll. Sie baten EU-Kommissar Phil Hogan um ein Gespräch in Brüssel, wie ein für alle Seiten zufriedenstellender Ausgleich zwischen dem Schutz des Wolfes einerseits und den Besonderheiten des Küstenschutzes durch Deichbeweidung andererseits erreicht werden kann. Praktikable Schutzmaßnahmen seien an den Deichen nicht machbar. Die oft hohen Windstärken verhinderten adäquate Zaunhöhen. Wegen der Flut seien wasserseitige Zäune nicht möglich. Die Betriebe gerieten wegen der Bedrohung durch die Wölfe an ihre physischen, emotionalen und finanziellen Grenzen, deshalb bestünde die Gefahr, dass die Betriebe aufgeben. Dadurch drohe eine erhebliche Gefährdung des Küstenschutzes.
Bei einer Podiumsdiskussion in Reinstorf wiesen Teilnehmer auf immense Kosten für Herdenschutzmaßnahmen hin und bezeichneten das als weltfremd. CDU-Abgeordnete sprachen sich für eine Absenkung des Schutzstatus aus, um Eltern zu helfen, die sich nicht mehr trauen, ihre Kinder in die freie Natur zu schicken, und um Reiterhofbetreibern zu helfen, die es kaum noch wagen, mit Kindern im Wald auszureiten, weil die Pferde durchgehen können, wenn ein Wolf zu nahe kommt, so dass die Kinder stürzen.
Der Kreistag des Heidekreises in Bad Fallingbostel verabschiedete am 24. März 2019 eine Resolution, mit der das Land, der Bund und die EU-Kommission zu einem Wechsel von einem passiven zu einem aktiven Wolfsmanagement aufgefordert werden. Wölfe, die an Kindergärten und Bushaltestellen vorbei durch Dörfer laufen, seien keine Seltenheit. Viele junge Familien fühlten sich mit der Bedrohungslage allein gelassen. In der Resolution wird eine qualifizierte Populationsregulierung gefordert, um der ländlichen Bevölkerung wieder ein friedliches, selbstbestimmtes Leben zurückzugeben.
Im Dezember 2019 hat der Bundestag ein Gesetz beschlossen, nach dem Wölfe zum Schutz von Weidetieren geschossen werden dürfen. Die Maßnahmen sollen wirtschaftliche Schäden für Landwirte und Schäferinnen abwenden. Eine Tötung soll auch dann möglich sein, wenn unklar ist, welcher Wolf eine Herde angegriffen hat. Nach den von Svenja Schulze (SPD) vorgelegten Plänen sollen so lange Wölfe in einer Gegend geschossen werden können, bis es keine Attacken mehr gibt, auch wenn dabei ein ganzes Rudel getötet wird. Die Länderbehörden müssen jeden Abschuss einzeln genehmigen. Der Abschuss soll bei „ernsten wirtschaftlichen Schäden“ erlaubt sein.
Im Mai 2023 erließ die bayerische Staatsregierung eine Wolfsverordnung. Wegen eines Formfehlers erklärte der Bayerische Verwaltungsgerichtshof die Verordnung für unwirksam. Die zuvor unterbliebene Anhörungen der Naturschutz- und Umweltverbände wurden nachgeholt und danach eine inhaltsgleiche Verordnung erlassen, welche im Oktober 2024 in Kraft trat.

### Allgäu (Deutschland)
Nach Auffassung des Alpwirtschaftlichen Vereins im Allgäu Vereinigung zur Erhaltung der Kulturlandschaft seien in einer vom Menschen gepflegten Kulturlandschaft durch Anwesenheit von Großraubtieren Konflikte vorprogrammiert. Nutztiere seien im Berggebiet mit zumutbarem Aufwand nicht effektiv schützbar, da Wölfe lernen Herdenschutzmaßnahmen zu überwinden. Die vielfältigen Leistungen der Weidehaltung für das Tierwohl, den Naturschutz und die Alpwirtschaft stünden auf dem Spiel.

### Frankreich

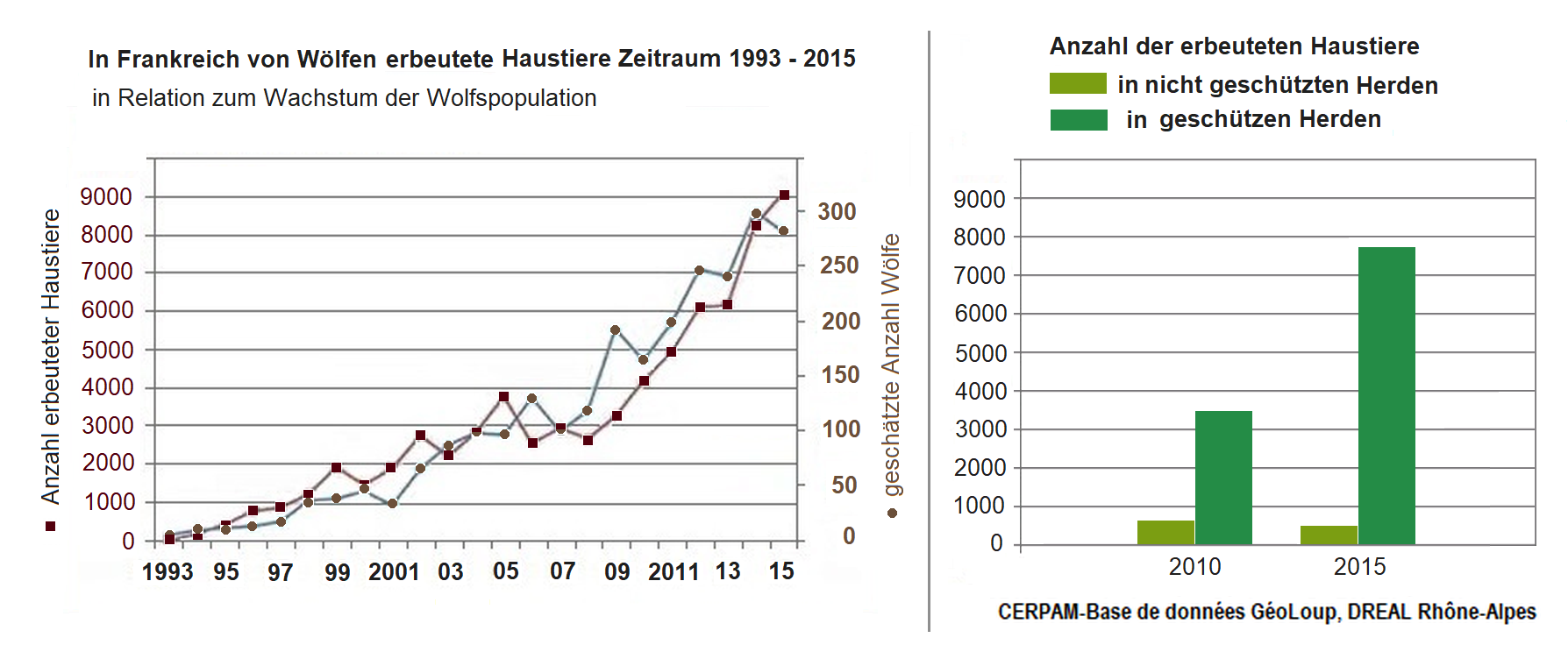
Frankreich: erbeutete Haustiere

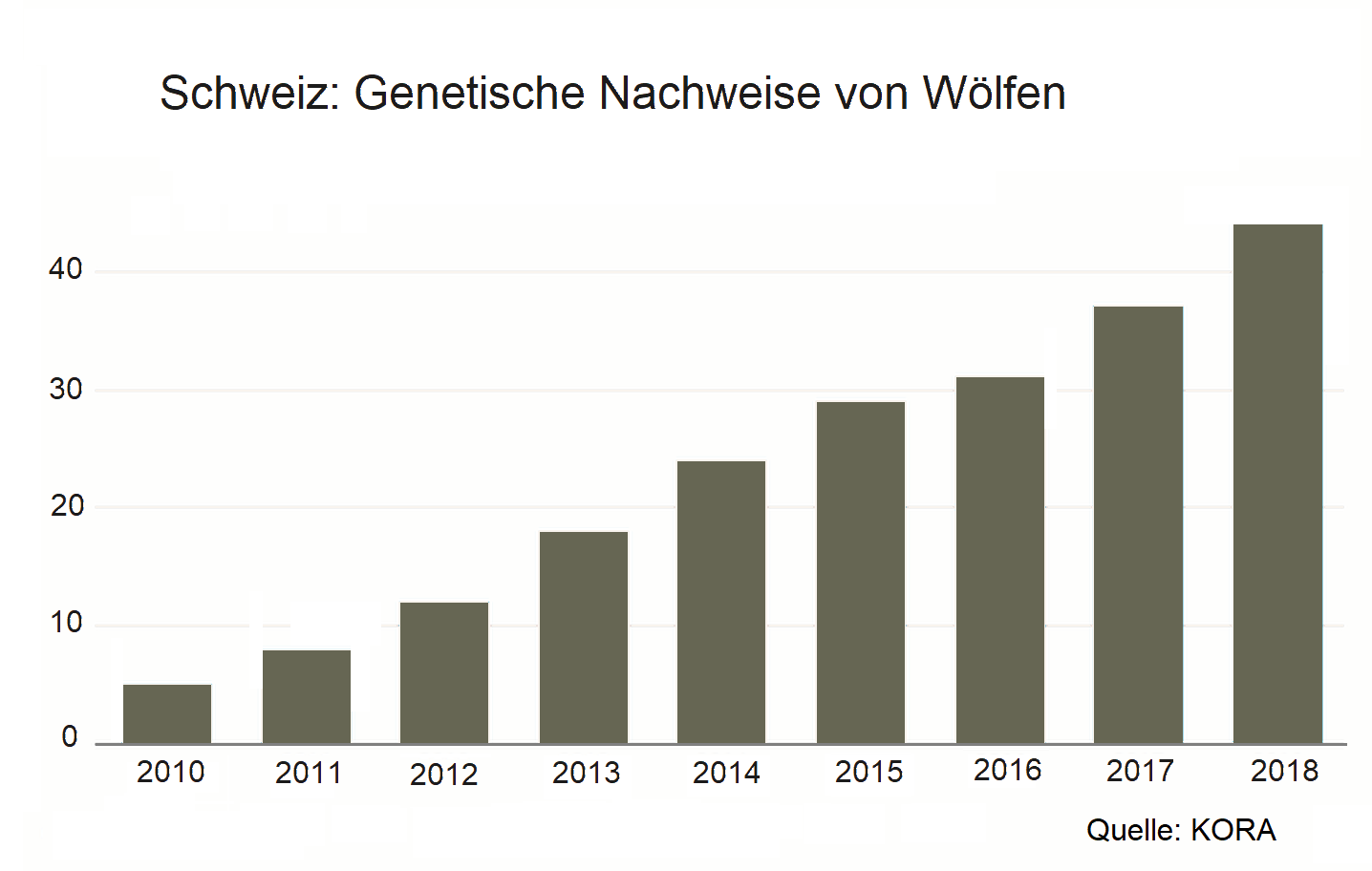
Anstieg des Wolfsbestandes in der Schweiz von 2010 bis 2018

Im Département Alpes-de-Haute-Provence kündigte der französische Staatspräsident Emmanuel Macron im März 2019 eine Erhöhung der Abschusszahlen an, wobei es jedoch nicht darum ginge, die Wölfe auszurotten. Der Prozentsatz an Wölfen, die getötet werden, solle erhöht werden, da die Schwelle von 500 Individuen erreicht sei, was zu „absolut unhaltbaren Szenen“ führe, wenn Wölfe die Herden angriffen.

### Schweiz
Im September 2019 haben der Ständerat und der Schweizer Nationalrat mit großer Mehrheit ein revidiertes eidgenössisches Jagdgesetz angenommen, nach dem präventive Wolfsabschüsse möglich sind. In einer Volksabstimmung lehnte jedoch am 27. September 2020 die Stimmbevölkerung das revidierte Jagdgesetz mit 51,9 Prozent ab. Im Jahr 2022 hat das Parlament das Jagdgesetz angepasst. Der Bundesrat setzte die Ausführungsbestimmungen eines ersten Teils dieser Anpassungen auf den 1. Dezember 2023 befristet in Kraft. Demnach wurde die präventive Regulierung von Wolfsrudeln unter klar definierten Bedingungen erlaubt. Auch der Abschuss ganzer Wolfsrudel wurde unter den gegebenen Bedingungen ermöglicht. Der Kanton Graubünden beantragte bereits die Bewilligung zur Entnahme von 27 Wölfen, bezw. vier ganzen Rudeln.

### Südtirol (Italien)
In Südtirol fand am 8. Juni 2019 eine Demonstration mit über 1500 Teilnehmern statt, die den Niedergang der Almwirtschaft durch Wolfsangriffe und einen daraus resultierenden Rückgang der touristischen Nutzung verhindern wollen. Der Bauernbund-Landesobmann Tiefenthaler überreichte an politische Vertreter ein „Manifest für ein wolffreies Südtirol“ mit Forderungen wie Senkung des Schutzstatus des Wolfes auf EU-Ebene, Regulierung der Populationen, Anerkennung der besonderen Rolle des Südtiroler Berg- und Almgebiets für Landschaftsbild und Artenvielfalt.

### Österreich
Nach Wolfsrissen im Pongau erstellte die Universität für Bodenkultur eine österreichweite Studie über die Auswirkungen der Anwesenheit von Wölfen auf Landwirtschaft, Jagd und Tourismus. Der Wildtierbiologe in Wien Klaus Hackländer als Autor der Studie betrachtet den strengen Schutz als nicht mehr zeitgemäß, da es laut Weltnaturschutzorganisation eine wachsende Wolfspopulation gibt, die nicht gefährdet ist. Der Herdenschutz müsse verstärkt werden, das sei aber nicht überall möglich. Agrar-Landesrat Joseph Schwaiger in Salzburg besteht auf Abschussgenehmigungen für Problemwölfe. Die Studie ist laut Schwaiger die Grundlage, eine Änderung des strengen Schutzstatus voranzutreiben. Es ist geplant, gemeinsam mit Partnern in Deutschland, Frankreich, Italien und Slowenien bei der EU-Kommission ein Antrag auf Übertragung des Wolfs vom Anhang IV in den Anhang V der FFH-Richtlinie zu stellen. Voraussetzung für Entnahmen sei das Erreichen des günstigen Erhaltungszustands der Wolfspopulation, wobei biologisch gesehen alle Teilpopulationen der Wölfe in Europa eine Gesamtpopulation darstellen.

### Europa
Europaweit finden Veranstaltungen der Weidetierhalter statt, die sich um Mahn- und Solidarfeuer versammeln und die Einführung eines aktiven Wolfsmanagements fordern.
Am 5. Dezember 2019 gab es eine Anhörung im Europaparlament zum Thema Neubewertung der Wolfspopulation in der EU.
Am 3. Dezember 2024 hat ein Ausschuss des Europarates zugestimmt, den Schutzstatus von Wölfen herabzusetzen. Damit schuf er eine Voraussetzung für einen schnelleren Abschuss von Wölfen. Es bleibt abzuwarten, ob das EU-Recht geändert wird. Hintergrund des Antrags ist, dass sich laut EU-Angaben die Zahl der Wölfe in Europa innerhalb von zehn Jahren fast verdoppelt hat. Die Zahl der in der EU von Wölfen getöteten Nutztiere (die meisten Schafe und Ziegen) wird auf mindestens 65.500 pro Jahr geschätzt.